# 君だけを守りたい
「君だけを守りたい」（きみだけをまもりたい）は、1997年9月21日発売の中島文明のシングル。『ウルトラマンダイナ』の前期エンディングテーマ。
この楽曲を別の歌手がカバーしたバージョンについても本項で扱う。

## 概要

### 君だけを守りたい（中島文明バージョン）
- 1997年から1998年までTBS系で放送されていた特撮テレビ番組『ウルトラマンダイナ』の前期エンディングテーマで、アレンジ曲が劇中BGMとして使われている。
- 劇中では「世間によく知られている歌」という設定で、登場人物が歌うシーンがある。
- 2023年シーズンから千葉ロッテマリーンズのチーム応援歌「白黒の男たち」として本曲の替え歌が採用されている。

#### 収録曲
1. 君だけを守りたい
  - 作詞・作曲：高見沢俊彦、編曲：井上鑑
2. LOVE & PEACE（歌：Fumiaki Nakajima with Sara&Rei）
  - 作詞・作曲：中島文明、編曲：中島文明&祐天寺浩美
3. 君だけを守りたい（カラオケ）
4. LOVE & PEACE（カラオケ）

### SAVE YOUR HEART〜君だけを守りたい〜
- 作詞・作曲を担当した高見沢俊彦が所属するグループTHE ALFEEが、アルバム『Nouvelle Vague』(1998年3月25日リリース)で、「SAVE YOUR HEART〜君だけを守りたい」としてセルフカバーしている。リードボーカルは坂崎幸之助が担当。
- また、シングル『桜の実の熟する時』(2009年5月13日リリース)通常版2にLIVEバージョンがカップリング収録されている。

### 君だけを守りたい（つるの剛士バージョン）
- 『ウルトラマンダイナ』で主演を務めたつるの剛士が、2009年9月16日に発売された『つるのおと』でこの楽曲をカバーしている。その際、曲中の「シュワッチ」の声がダイナ（つるの）のものに変っている。

### 君だけを守りたい〜アスカの歌〜
「君だけを守りたい〜アスカの歌〜」（きみだけをまもりたい〜アスカのうた〜）は、つるの剛士が歌った曲。自身出演の映画『ウルトラマンサーガ』の挿入歌として使用された。同曲は2012年3月21日に発売された『ウルトラマンサーガオリジナルサウンドトラック』に収録されている。

#### 解説
- 『ウルトラマンサーガ』の挿入歌として、高見沢俊彦が「君だけを守りたい」をリアレンジしたバージョン。
- つるのが歌うのは「君だけを守りたい」（『つるのおと』収録版）「君だけを守りたい〜アスカの歌〜」で2バージョン目となる。

### 君だけを守りたい〜リーサの歌〜
「君だけを守りたい〜リーサの歌〜」（きみだけをまもりたい〜リーサのうた〜）は、当時AKB48のメンバー佐藤すみれが歌った曲。自身出演の映画『ウルトラマンサーガ』の劇中歌として使用された。同曲は2012年3月21日に発売された『ウルトラマンサーガオリジナルサウンドトラック』に収録されている。

#### 解説
- この曲は原曲の「君だけを守りたい」に『ウルトラマンサーガ』の劇伴を担当した原文雄の手により変更が施された新たなバージョンであり、タイトルにあるリーサとは映画『ウルトラマンサーガ』の佐藤の役名にちなんでいる。
- この曲は『ウルトラマンサーガ』の劇中歌である為、佐藤は1番の部分しかカバーしていない。よってウルトラマンサーガオリジナルサウンドトラックにも1番のみ収録されている。

### 君だけを守りたい（Takamiyバージョン）
- 2012年7月4日に発売されたTakamiy6枚目のシングル『ULTRA STEEL』のタイプAカップリング曲として収録された。今回のカバーも今までと同様、原曲に変更が加えられている。
- 表題曲の『ULTRA STEEL』はテレビ東京系列で放送された『ウルトラマン列伝』第5クール主題歌だった[1]。

### 君だけを守りたい2013
- 2013年07月31日に発売されるTakamiyのアルバム『雷神』にTakamiy with つるの剛士として収録されている。
- これまで同様、原曲に変更が加えられている。

### 君だけを守りたい（Voyager）
- テレビ東京系列で放送された『ウルトラマン クロニクルD』のOP主題歌。